# Црква Сретења Господњег у Новим Карловцима
Црква Сретења Господњег у Новим Карловцима је сазидана у византијском стилу 1796. године за време митрополита Стратимировића. Посвећена је Сретењу Господњем, налази се у Новим Карловцима. Уврштена је у листу заштићених споменика културе Републике Србије (ИД бр. СК 1571).

## Историја
Данашња црква Св. Сретења Господњег је сазидана у византијском стилу 1796. године за време митрополита Стратимировића. Пре ове цркве постојала је црква Св. Климента саграђена 1756. године. Од претходне дрвене цркве сачуван је само епископски престо са иконом Христа са оквиром у рокајном стилу. Данас је у врло добром стању.
Иконостас је настао 1818-1832. године. Резбар иконостаса је био Марко Вујатовић, као и резбарије архиепископског престола и петохлебнице, док је иконостас осликао Георгије Бакаловић. Он је осликао и икону на архиепископском престолу.
Богородичин престо са резбаријом барокних облика и икона Христа настали су у другој половини 18. века. Престоне иконе су издвојене канелованим стубовима који су обавијени гранчицама са храстовим листовима и ружама. Најчешћи су мотиви винова лоза са грожђем, акантови листови, вазе обрнуто постављене код којих са обе стране излазе руже са гранчицама које се савијају у волуте.
На Ивањдан је било незапамћено невреме и торањ цркве је срушен. Нови торањ је подигнут 1901. године. Немци су га минирали 1943. године, али су са цркве пала само звона. Нова су подигнута 1956. године.
Међу црквеним књигама налази се један србљак из Русије (1760). Црква је проглашена за споменик културе 25. јануара 1977. године.

## Опште информације
Црква Сретења у Новим Карловцима је подигнута на угаоној локацији. Димензије парцеле представљају минимални оквир за прихватање објекта дефинисаног габарита и волумена. Парцела је облика неправилног правоугаоника, северозападном регулацијом лоцирана на путном правцу Инђија и Сланкамен. Ова регулација је дефинисана пуним зидним платном ограде. Главни приступ објекту је из бочне улице (Дужни сокак). Ова, југозападна регулација порте решена је оградом са зиданим ниским парапетом и стубцима квадратног пресека и шипкама од гвожђа. Благо померена ка северу, лоцирана је улазна капија у порту. Објекат знатно одступа од претпостављене оријентације исток-запад. Подужна оса објекта је за угао од око 45 степени померена ка северу.